# Adèle Garnier
Adele Garnier (Côte-d'Or, 15 de agosto de 1838 -  Tyburn perto de Londres, 17 de junho de 1924) é uma freira francesa (na religião Mère Marie de Saint-Pierre), fundadora em 1898 da Congregação das Beneditinas do Sagrado Coração de Montmartre, que foi dividida em 1964 em dois ramos, um francês e outro inglês

## Juventude
Adèle Garnier nasceu em 15 de agosto de 1838, em Grancey-le-Château, no departamento de Côte-d'Or, na Borgonha. Seu pai, Nicolas, é um pedreiro, empreiteiro de construção em Grancey-le-Château e sua mãe, Denise CAISET. Professora do Château de l'Aulne-Montgenard em Martigné-sur-Mayenne, Adèle Garnier leu um artigo sobre o projeto de construção da futura Basílica do Sagrado Coração de Montmartre. Ela então ouve de Deus: "Aqui é onde eu quero você!". Adèle Garnier teve visões interiores de Cristo desde 1862. Em 1869, ela “vê" Cristo em uma grande hóstia: Cristo pede a ela para rezar, expiar, para sofrer pela França. Em 1873, ela “vê" uma igreja bizantina branca, com cúpulas; a Basílica do Sagrado Coração era então apenas um projeto. Em 1874, Adèle Garnier teve a revelação da adoração perpétua em Montmartre. Ela falou sobre isso com Monsenhor Joseph Hippolyte Guibert, Arcebispo de Paris. Em 1885, este culto de 24 horas foi estabelecido na basílica .

## Fundação da congregação
Dentro de junho de 1897, Adèle Garnier se estabelece com três companheiros na rue du Mont-Cenis, perto da basílica em construção.
Em 4 de março de 1898 , a missão recebida está cumprida: a comunidade religiosa, nascida para a Basílica do Sagrado Coração de Montmartre, é fundada por Adèle Garnier, o Padre Dominicano Francis Balme e o Padre Jean Baptiste Lemius. O ato de fundação é recebido pelo cardeal François-Marie-Benjamin Richard, arcebispo de Paris.
Em 9 de junho de 1899, Adèle e as primeiras irmãs fazem a profissão de fé religiosa na cripta da basílica, no altar de Saint-Pierre.

## Primeiros anos e partida para Londres
A primeira comunidade instalou-se na cité du Sacré-Coeur. Adèle Garnier leva na religião o nome de Mère Marie de Saint-Pierre. A congregação é canonicamente erigida pela Igreja. À medida que o número de freiras aumentava, elas se estabeleceram na rue du Chevalier-de-la-Barre, graças à ajuda financeira dos Padres Chartreux.
As leis de 1901 na França contra as congregações religiosas forçaram os beneditinos a deixar Montmartre. A congregação se refugia na Inglaterra. Saindo de Montmartre, Adèle Garnier declara: "Voltaremos ao ar livre como meninas crescidas em casa"  .
A congregação se estabeleceu no centro de Londres, em Tyburn, onde Adèle Garnier morreu em 1924. É aqui que ela está enterrada.
Em 15 de agosto de 2018, as Irmãs Adoradoras do Sagrado Coração de Montmartre reinvestiram o local de nascimento de Adèle Garnier, antigo Posto de Turismo e ex-gendarmaria.

## Processo de beatificação
Foi em 1992 que foi feito o pedido oficial de abertura do processo diocesano de beatificação da fundadora, Madre Marie de Saint-Pierre . Em 2016, o título de “ serva de Deus ” foi dado a Madre Garnier.

### Artigos relacionados
- Basílica do Sagrado Coração de Montmartre
- Ordens religiosas em ordem alfabética
- Sagrado Coração